# ABL (gene)
Il gene ABL, anche detto oncogene ABL nel caso della leucemia mieloide cronica si trasloca davanti al promotore del gene delle immunoglobuline (che nei linfociti è sempre attivo).
Quindi abbiamo il potenziamento dell'espressione di un oncogene che porta ad un tumore.